# Nadia Léger
Nadia Léger wcześniej Wanda Chodasiewicz-Grabowska (ur. 1904 w Osieciszczach, obecnie Białoruś, zm. 7 listopada 1982 w Grasse, we Francji) – malarka.

## Życiorys
W 1917 roku zapisała się do otwartego przez Sowietów Pałacu Sztuk w Belowie. Dwa lata później udała się do Smoleńska, gdzie uczęszczała na kursy Władysława Strzemińskiego. W latach 60. XX wieku twierdziła jednak, że była uczennicą odkrywanego wówczas na Zachodzie Kazimierza Malewicza (w tamtym czasie zaczęła malować obrazy nawiązujące do suprematyzmu).
W 1922 roku przyjechała do Warszawy, 11 marca 1923 roku zapisała się do Szkoły Sztuk Pięknych. W tym samym roku wyszła za mąż za kolegę ze studiów, polskiego malarza Stanisława Grabowskiego. Dwa lata później wyjechali razem do Paryża, gdzie zapisali się do atelier Fernanda Légera i Amedée Ozenfanta w Académie Moderne. W tamtym okresie tworzyli prace pod wpływem tego ostatniego. W 1926 roku wzięli udział w wystawie atelier Légera w Galerie d’Art Contemporain; w następnym roku mieli wystawę indywidualną w tej samej galerii (autorem wstępu do katalogu był Ozenfant). W 1927 roku pokazywali swe prace również w Galerie Aubier (plakat anonsował też inne nazwiska: Bauh, Carlslund, Cahn, Clausen, Hanson, Henry, Kaarbo, Nadolini). W tym samym okresie urodziła się ich córka, Wanda.
W 1929 roku Wanda Chodasiewicz-Grabowska brała udział w wystawie L’Art Polonaise (galeria Éditions Bonaparte; wstęp do katalogu: Chil Aronson). Pokazano prace Tytusa Czyżewskiego, Eugeniusza Eibischa, Leopolda Gotllieba, Alicji Halickiej, Henryka Haydena, Mojżesza Kislinga, Romana Kramsztyka, Tadeusza Makowskiego, Louisa Marcoussisa, Eli Nadelmana, Henryka Stażewskiego, Augusta Zamoyskiego.
Pod koniec lat 20. XX wieku zaangażowała się w zbiórkę obrazów do Międzynarodowej Kolekcji Sztuki Nowoczesnej grupy a.r. w Łodzi (w kolekcji tej znajduje się jej jedyny w Polsce obraz artystki – namalowana pod wpływem Hansa Arpa Kompozycja planimetryczna-Waza, ok. 1926). Zainicjowała również powstanie awangardowego periodyku „L’Art Contemporain-Sztuka Współczesna”, na łamach którego publikowała swe abstrakcyjne prace.
W 1932 roku została asystentką Fernanda Légera, który pracował wówczas w Académie de la Grande Chaumière (wcześniej od 1925 roku była uczennicą na jego kursie malarstwa). Funkcję tę pełniła do 1955 roku – roku śmierci Légera.
W latach 30. XX wieku wstąpiła do Francuskiej Partii Komunistycznej, w tamtym czasie używała już imienia Nadia. W 1939 roku kierowała grupowymi pracami, takimi jak panneuax wykonane w związku z manifestacją kobiet na rzecz pokoju; w lipcu zorganizowała – w ramach Komitetu Związku Patriotów Radzieckich – wystawę 80 malarzy i rzeźbiarzy rosyjskich. W latach powojennych podawała, że uczestniczyła we francuskim ruchu oporu. W 1945 roku pomagała setkom radzieckich więźniów wojennych wrócić do ZSRR.
W 1948 roku kierowała atelier Légera znajdującym się wówczas w Montrouge – m.in. nadzorowała pracę nad freskami na kongres kobiet w Wersalu. W pierwszej połowie lat 50. XX wieku artystka zaangażowała się we francuską odmianę realizmu socjalistycznego. W 1951 roku brała udział w reprezentującym tego rodzaj twórczość Salonie Jesiennym (występowała wówczas jako Nadia Petrova). Wówczas to 7 prac zostało zdjętych przez francuską policję (m.in. obraz Gérarda Singera 14 lutego w Nicei znajdujący się obecnie w Muzeum Narodowym w Szczecinie) ze względu na tematykę zgodną z wytycznymi partii komunistycznej.
21 lutego 1952 roku Nadia i Fernand Léger pobrali się; w tym samym roku pojechali do Pragi na Spartakiadę (zawody sportowe odbywające się w Związku Radzieckim; po II wojnie światowej również w innych krajach bloku wschodniego). W listopadzie następnego roku Nadia Petrova-Léger prezentowała swą monograficzną wystawę w Galerie Bernheim-Jeune.
W latach 1953–54 asystowała mężowi i brała udział we wszystkich pracach grupowych atelier (witraże dla kościoła w Courfaivre w Szwajcarii, dla uniwersytetu w Caracas w Wenezueli; mozaiki dla budynku administracyjnego w Gaz de France w Alfortville).
17 sierpnia 1955 roku zmarł Fernand Léger. Rok później Nadia Léger ukończyła i brała udział w pracach wykończeniowych wielkiej mozaikowej dekoracji budynku administracyjnego w Gaz de France w Alfortville i szpitala w Saint-Lô, na podstawie makiet Fernanda Légera. W latach 1956–60 zbudowała muzeum Légera w Biot; fasada wykonana jest na podstawie makiety Fernanda Légera. 13 maja 1960 nastąpiła inauguracja muzeum. 11 października 1967 roku artystka oddała je Francji – placówka uzyskała wówczas status muzeum narodowego.
W 1960 prace Nadii Léger prezentowano na wystawie malarzy rosyjskich École de Paris w muzeum w Saint Denis. Rok później artystka zaczęła pracować nad obrazami nawiązującymi do suprematyzmu – według interpretacji Christophe’a Czwiklitzera miało to związek z nową erą kosmiczną. W 1963 roku zorganizowała wystawę Fernanda Légera w muzeum Puszkina w Moskwie. Pokazała wówczas również prace swoje i Georgesa Bauquiera.
3 listopada 1971 roku otwarto wystawę biżuterii i tapiserii Nadii Léger w Espace Pierre Cardin w Paryżu; 12 listopada odbył się wernisaż prac nawiązujących do suprematyzmu (Galeria Pietra w Mediolanie). W tym samym roku miała miejsce wystawa malarstwa w Centre d’Art International w Paryżu. W Polsce – wraz z Georgesem Bauquierem – zorganizowała monograficzną wystawę Fernanda Légera.
7 stycznia 1972 roku otwarto wystawę monumentalnych mozaik autorstwa Nadii Léger (portrety Pabla Picassa, Fernanda Légera, Lenina, Marca Chagalla, Władimira Majakowskiego, Lwa Tołstoja, kosmonautów) w Théâtre 71 w Malakoff pod Paryżem. Mozaiki stanowiły syntezę jej wieloletnich zainteresowań portretem (autoportrety artystki uznawane są przez badaczy za najlepszy element jej twórczości) i doświadczeń z kręgu malarstwa abstrakcyjnego (dekoracyjne elementy umiejscowione w tle portretów). 7 lutego odbył się wernisaż obrazów nawiązujących do suprematyzmu w Fondazione Pagani w Legniano pod Mediolanem.
W latach 60. i 70. XX wieku Nadia Léger w widoczny sposób uczestniczyła w radzieckim życiu artystycznym (m.in. przyjaźniła się z radziecką minister kultury Jekateriną Furcewą). Wysłała w darze mozaiki eksponowane wcześniej w Malakoff do Związku Radzieckiego. Obecnie znana jest lokalizacja tylko części z nich (Dubna w obwodzie moskiewskim, Rosja; Ziembin, Białoruś).
Nadia Léger zmarła 7 listopada 1982 roku w Grasse, na południu Francji.